# G-Man (FBI)
 For alternative betydninger, se G-Man. (Se også artikler, som begynder med G-Man)
G-Man (Government Man) er et slang-udtryk for en special-agent fra en organisation under USAs regering.
Udtrykket er oftest brugt i forbindelse med en agent fra forbundspolitiet FBI.
Ifølge Merriam-Webster Dictionary, er først kendte brug af udtrykket i USA i 1928.
Det tidligste citat for aktuelle brug i USA, var i henhold til Oxford English Dictionary, i 1930 fra en bog om Al Capone af forfatteren FD Pasley.
Udtrykket formodes at have forbindelse til brugen i Irland, under landet kamp for løsrivelse fra Storbritannien i  1919 til 1921, dette med reference til G-divisionen, en afdeling under  Dublin Metropolitan Police, hvis ansattes opgaver specielt var rettet mod de irske separatister under konflikten. Personalet var civilklædte.
I populære gangster-film i 1940- og 1950erne, blev G-Men et poulært udtryk for FBI-agenter.

## Ekstern henvisning
- FBI History – timeline